# تيتو غارسيا
تيتو غارسيا (بالإسبانية: Tito García)‏ هو ممثل إسباني، ولد في 17 أغسطس 1931 في إسبانيا، وتوفي في 6 مايو 2003 بمدريد في إسبانيا.

## أعمال

### أفلام
- (1971) الضوء في إحاطة العالم

## وصلات خارجية
- تيتو غارسيا على موقع IMDb (الإنجليزية)
- تيتو غارسيا على موقع ألو سيني (الفرنسية)
- تيتو غارسيا على موقع أول موفي (الإنجليزية)
- تيتو غارسيا على موقع قاعدة بيانات الأفلام السويدية (السويدية)
- تيتو غارسيا على موقع قاعدة بيانات الفيلم (الإنجليزية)
- تيتو غارسيا على موقع كينوبويسك (الروسية)
- تيتو غارسيا على موقع كينوبويسك (الروسية)